# Бањо (Марна)
Бањо (фр. Bagneux) насеље је и општина у североисточној Француској у региону Шампањ-Арден, у департману Марна која припада префектури Еперне.
По подацима из 2011. године у општини је живело 490 становника, а густина насељености је износила 35,51 становника/km². Општина се простире на површини од 13,8 km². Налази се на средњој надморској висини од 79 метара.

## Демографија
| 1962. | 1968. | 1975. | 1982. | 1990. | 1999. | 2011. |
| ----- | ----- | ----- | ----- | ----- | ----- | ----- |
| 481   | 521   | 458   | 516   | 501   | 458   | 490   |

График промене броја становника у току последњих година